# サンターガタ・ディ・プーリア
サンターガタ・ディ・プーリア（イタリア語: Sant'Agata di Puglia）は、イタリア共和国プッリャ州フォッジャ県にある、人口約1,900人の基礎自治体（コムーネ）。

## 地理

### 位置・広がり

#### 隣接コムーネ
隣接するコムーネは以下の通り。括弧内のAVはアヴェッリーノ県（カンパニア州）所属を示す。
- アッカディーア
- アンツァーノ・ディ・プーリア
- カンデーラ
- デリチェート
- ラチェドーニア (AV)
- モンテレオーネ・ディ・プーリア
- ロッケッタ・サンタントーニオ
- スカンピテッラ (AV)